# 镇边城
镇边城，位于中国河北省张家口市镇边城村，为张家口市怀来县的一个省级文物保护单位，类型为古建筑，公布时间为1982年7月23日。
镇边城的历史年代为明代。